# 인민조선
《인민조선》(人民朝鮮, 영어: The People's Korea)은 일본에 있는 재일 조선인 단체인 재일본조선인총련합회에서 발행하는 대외기관지이다. 1961년 1월 1일 창간되었으며 영어로 발행된다. 국제 사회에 조선반도 문제에 대한 정확한 소식을 알려 줌으로써 전 세계 여러 나라 독자들로부터 조선의 자주적 평화 통일 위업에 대한 적극적인 이해와 지지를 얻는 것을 목표로 한다.